# Tithaeus krakatauensis
Tithaeus krakatauensis is een hooiwagen uit de familie Tithaeidae. De originele naamcombinatie (protoniem) is Tithaeus krakatauensis Roewer, 1949. De huidige (vanaf 2023) geldig wetenschappelijke naam van Tithaeus krakatauensis Gaat terug op Carl Frederick Roewer.